# Höhlenburg Rottenstein
Die Überreste der Burg Rottenstein, einer ehemaligen Höhlenburg in der Marktgemeinde Ebenthal, liegen an der senkrechten hohen Felswand der Sattnitz nördlich des Dorfes Rottenstein, etwa 10 km südöstlich von Klagenfurt. Die Burg wurde 1142 zum ersten Mal urkundlich erwähnt und war spätestens ab 1546 abgegangen. Sie
wurde nur noch als Burgstall bezeichnet. Heute sind nur noch die ins Konglomerat gehauenen Räume und die zugehörigen Balkenlöcher sichtbar. Von den Stirnwänden ist in dem abschüssigen Gelände nichts mehr erhalten.

## Geschichte
Die Burg Rottenstein war zunächst salzburgisch und wurde erstmals 1142 in einem Dokument des Patriarchen von Aquileia, Peregrin I., genannt, als sie in den Besitz des Patriarchats von Aquileia gelangte. 1212 gelangte die Burg wieder in den Besitz des Bistums Salzburg. 1287 wurde die Burg als „castrum Rathenstayn“ erwähnt. Zwischen 1277 und 1380 war auf Rottenstein ein nach der Burg benanntes Geschlecht ansässig, von dem die Brüder Chunradus, Hertbicus und Otto auch urkundlich bezeugt sind. Der Umstand, dass die Burg 1476 zwischen den Familien der Keutschacher und der Welzer zweigeteilt wurde, lässt die ursprünglichen großen Ausmaße erahnen. Im 17. Jahrhundert fiel der Anteil der Keutschacher an die Rosenberger. Zu diesem Zeitpunkt war Burg Rottenstein aber bereits abgegangen, da sie schon 1546 nur noch als Burgstall bezeichnet wurde.